# Cheren (sockenhuvudort i Kina, Tibet Autonomous Region, lat 28,86, long 89,70)
Cheren (kinesiska: 车仁, 车仁乡) är en sockenhuvudort i Kina. Den ligger i den autonoma regionen Tibet, i den sydvästra delen av landet, omkring 160 kilometer sydväst om regionhuvudstaden Lhasa. Antalet invånare är 2 603. Befolkningen består av 1 308 kvinnor och 1 295 män. Barn under 15 år utgör 22,0 %, vuxna 15-64 år 72 %, och äldre över 65 år 5,0 %.
Runt Cheren är det glesbefolkat, med 12 invånare per kvadratkilometer. Närmaste större samhälle är Jiangzi, 11,4 km nordväst om Cheren. Trakten runt Cheren består i huvudsak av gräsmarker.
Genomsnittlig årsnederbörd är 686 millimeter. Den regnigaste månaden är juli, med i genomsnitt 176 mm nederbörd, och den torraste är december, med 6 mm nederbörd.